# Las palabras y las cosas
Las palabras y las cosas: una arqueología de las ciencias humanas (en francés: Les Mots et les choses: Une archéologie des sciences humaines) es un libro escrito por el filósofo francés Michel Foucault publicado por primera vez en 1966. Foucault hubiese preferido nombrar a su trabajo L'Ordre des Choses (en español: El orden de las cosas), pero cambió el título porque el mismo ya había sido utilizado por dos trabajos estructuralistas que habían sido publicados con un tiempo de diferencia muy corto al suyo.
El autor excava en busca de los orígenes de las ciencias humanas, y particular pero no exclusivamente los de la psicología y sociología. El libro comienza con una extensa discusión sobre la pintura de Diego Velázquez Las Meninas y su compleja disposición de las líneas de visión, el ocultamiento, y la apariencia. A partir de esto expone su argumento central: que todos los períodos de la historia han poseído ciertas condiciones subyacentes de verdad que constituyeron lo que era aceptable, como por ejemplo el discurso científico. Afirma que las condiciones del discurso han cambiado a lo largo del tiempo, de un período de episteme a otro. El filósofo demuestra los paralelismos que tuvieron lugar durante el desarrollo de tres campos distintos del conocimiento científico: lingüística, biología y economía.

## Influencia
La crítica de Foucault ha sido influyente en el campo de la historia cultural. Los varios cambios en la conciencia a los que él hace referencia en los primeros capítulos del libro han llevado a varios estudiosos, como Theodore Porter, a escudriñar en las bases del conocimiento de nuestros días, así también como crítica a la proyección de categorías modernas de conocimiento sobre materias que permanecen intrínsecamente ininteligibles, a pesar del conocimiento histórico.

## Recepción
Publicado el mismo año que La teoría de la literatura de Todorov y Crítica y Verdad de Barthes, Las palabras y las cosas significó la consolidación de Foucault en el campo intelectual de Francia.
En una revisión de Jean-Paul Sartre, este atacó a Foucault afirmando que era "la última barricada de la burguesía". Foucault respondió: "¡Pobre burguesía, si me necesitaran como barricada entonces ellos ya habrían perdido poder!".
Jean Piaget, en su libro Estructuralismo, comparó el episteme de Foucault con la noción de paradigma de Thomas Kuhn.
La primera edición se agotó en un mes y en los seis siguientes 15 mil ejemplares más serán vendidos, a pesar de tratarse de un texto complejo y de lectura difícil y de que, en general, la temática de la historia de las ciencias tradicionalmente es poco atractiva para el público. Su éxito temprano radica, según consideran algunos, en la polémica que suscitó el anuncio incluido en su parte final con respecto a la muerte del hombre.